# Joyeuse (épée)
Pour les articles homonymes, voir Joyeuse.
Joyeuse est, d'une part, l'épée légendaire de Charlemagne dans la Chanson de Roland, et d'autre part, une épée utilisée lors du sacre des rois de France à partir du XIIe  ou du  XIIIe siècle, dite « épée de Charlemagne ». Elle est l'un des plus anciens regalia du royaume de France qui subsistent actuellement.

## L'épée légendaire de Charlemagne

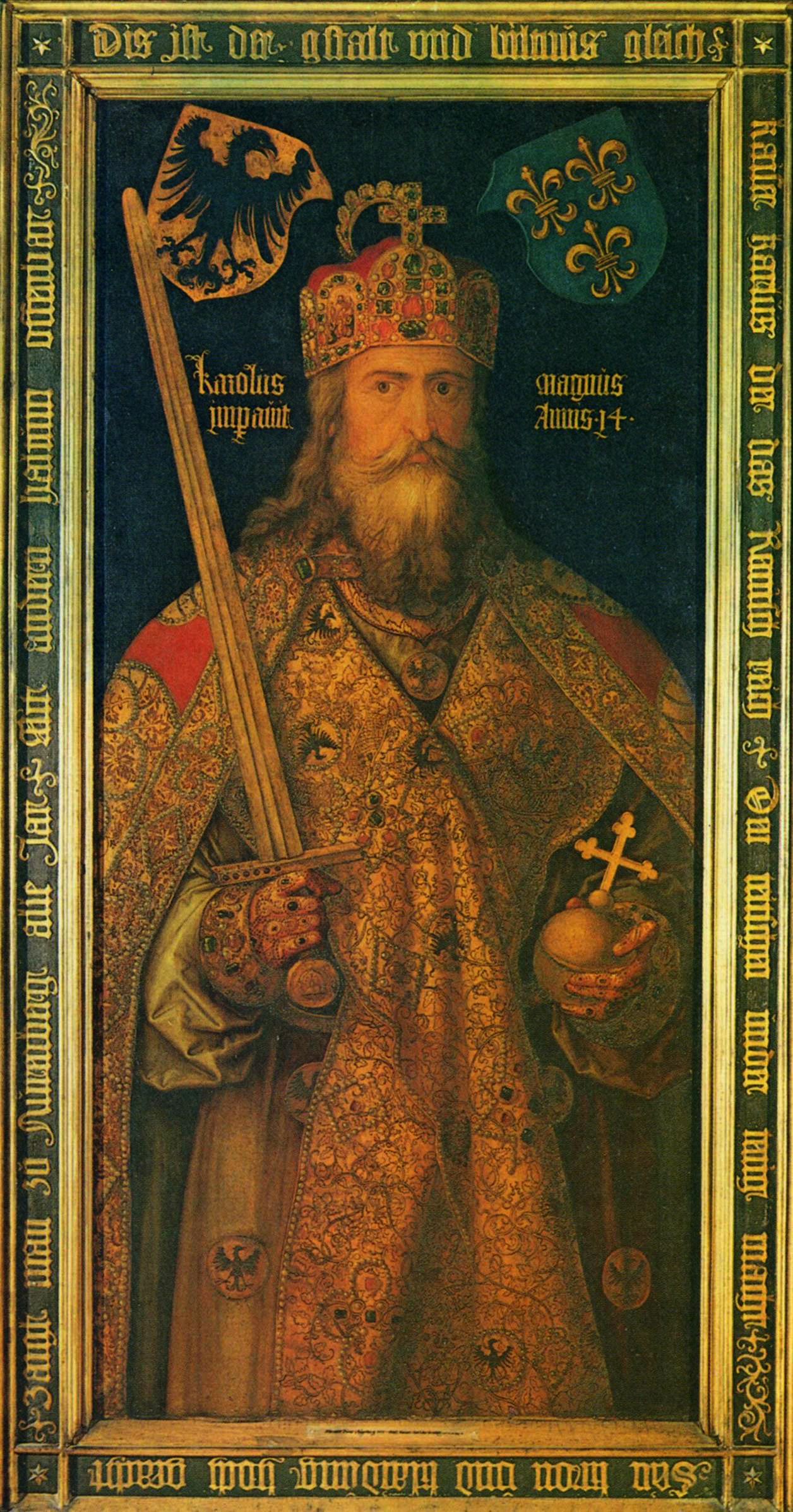
Charlemagne portant Joyeuse représenté par Albrecht Dürer vers 1512.

Selon la légende, elle portait dans son pommeau de nombreuses reliques, entre autres celle de la Sainte Lance, celle qui aurait percé le flanc du Christ sur la croix, ce qui explique son nom.
La Chanson de Roland indique ainsi (laisse CLXXXIII) :

« Nous avons fort à dire sur la lance 

Dont Notre Seigneur fut blessé sur la Croix.

Charles, grâce à Dieu, en a la pointe. 

Il l'a fait enchâsser dans un pommeau d'or. ; 

En raison de cet honneur et de cette grâce,

Le nom de Joyeuse fut donné à l'épée.

Les barons français ne doivent pas l'oublier :

C'est de là que vient « Montjoie », leur cri de guerre

C'est pourquoi aucun peuple ne peut leur résister. »

En réalité, l'étymologie du cri « Montjoie » est discutée ; il n'est pas certain qu'il soit en rapport avec le nom de l'épée de Charlemagne.
Dans leur description de Charlemagne, les Grandes Chroniques de France, manuscrit du XVe siècle enluminé par Jean Fouquet, racontent que « d'un seul coup de son épée, Joyeuse, il fendait un chevalier en armes ».
La ville de Joyeuse dans l'Ardèche devrait son nom à l'épée de Charlemagne. Égarée sur un champ de bataille, celle-ci aurait été retrouvée par un des lieutenants de l'empereur qui, pour le remercier de sa fidélité, lui remit un fief rebaptisé Joyeuse et le droit d'en porter le nom.

## L'épée du sacre des rois de France
L'épée utilisée lors du sacre des rois de France, probablement depuis Philippe Auguste en 1179, de manière documentée depuis Philippe III le Hardi en 1271, s'appelait aussi Joyeuse, et l'on prétendait qu'il s'agissait de la même. En fait, elle avait été fabriquée plus tardivement, à partir d'éléments d'époques diverses : 
- le pommeau date de la fin de l'époque carolingienne (Xe siècle) ;
- les quillons en forme de dragons opposés composant la garde datent du XIIe siècle ;
- la poignée date du XIIIe  ou du  XIVe siècle ;
- la plaque du fourreau ornée de pierreries a été exécutée au XIIIe siècle.

Cette épée est conservée dans le trésor de Saint-Denis jusqu'à ce qu'elle entre en 1793 dans les collections du musée du Louvre. L'épée a de nouveau été utilisée pour le sacre de Napoléon en 1804, puis sous la Restauration.
Pour son sacre en 1804, Napoléon a fait recouvrir le fourreau d'un velours vert brodé de feuilles de laurier d'or, et remplacer les fleurs de lys par des pierreries. Pour son sacre en 1825, Charles X a demandé à Jacques-Eberhard Bapst-Ménière, joaillier de la Couronne, de retirer du fourreau les particularismes napoléoniens, revenant ainsi à un velours fleurdelysé, encore visible aujourd'hui,.

Représentations historiques de Joyeuse
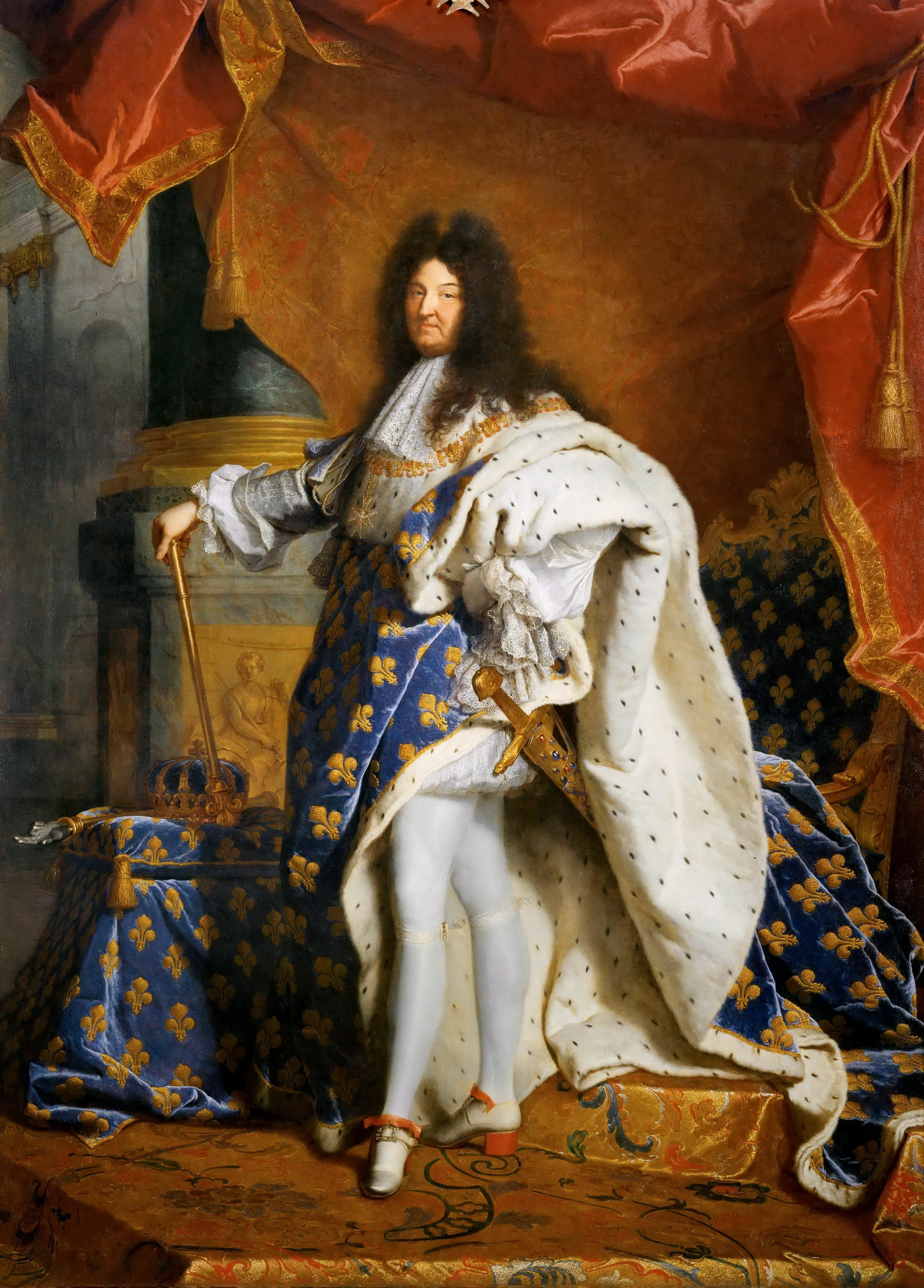
Portrait de Louis XIV en costume de sacre où Louis XIV porte Joyeuse à la ceinture (tableau de Hyacinthe Rigaud, 1701).
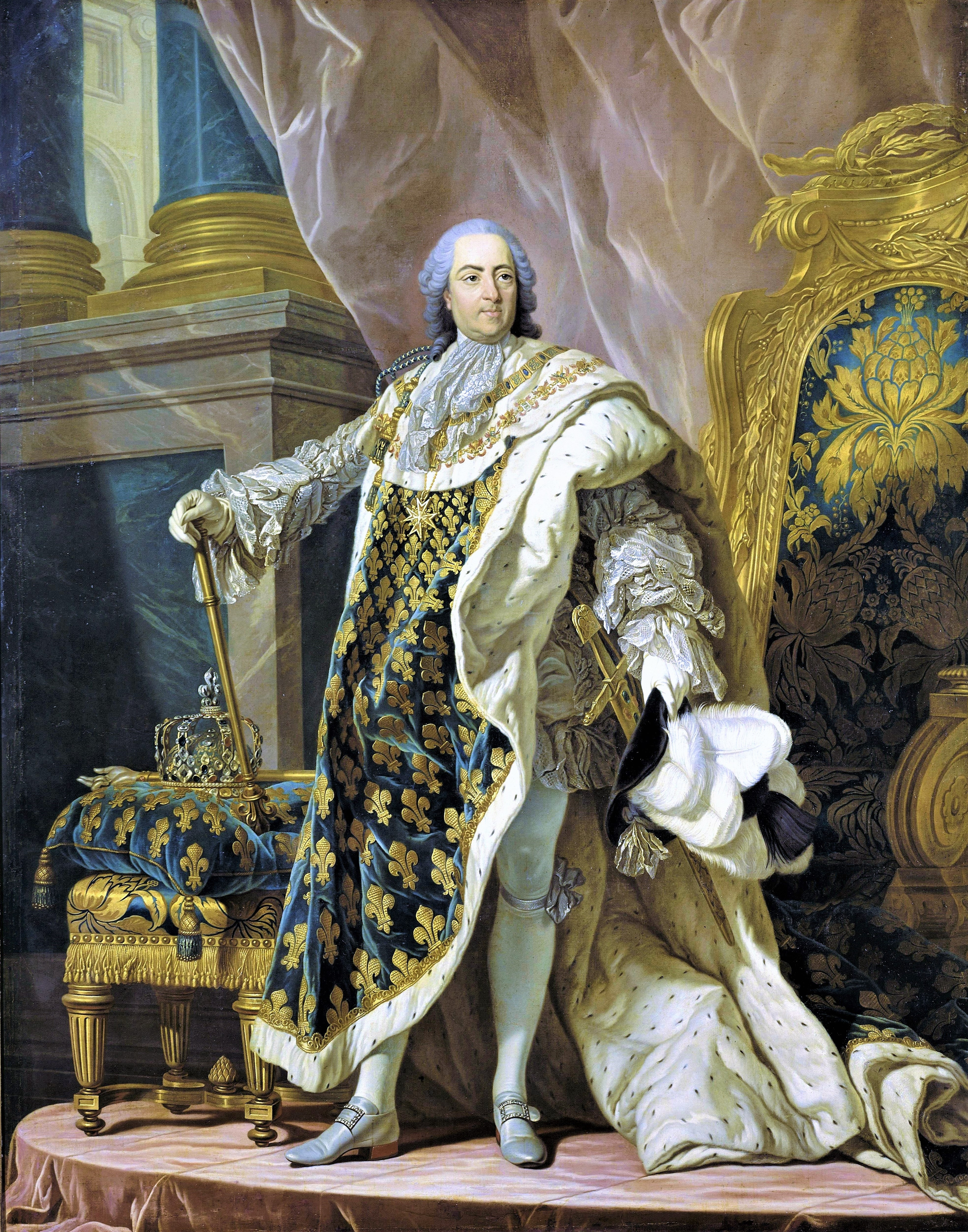
Louis XV, roi de France et de Navarre où Louis XV porte Joyeuse à la ceinture (tableau de Louis-Michel van Loo, 1760).
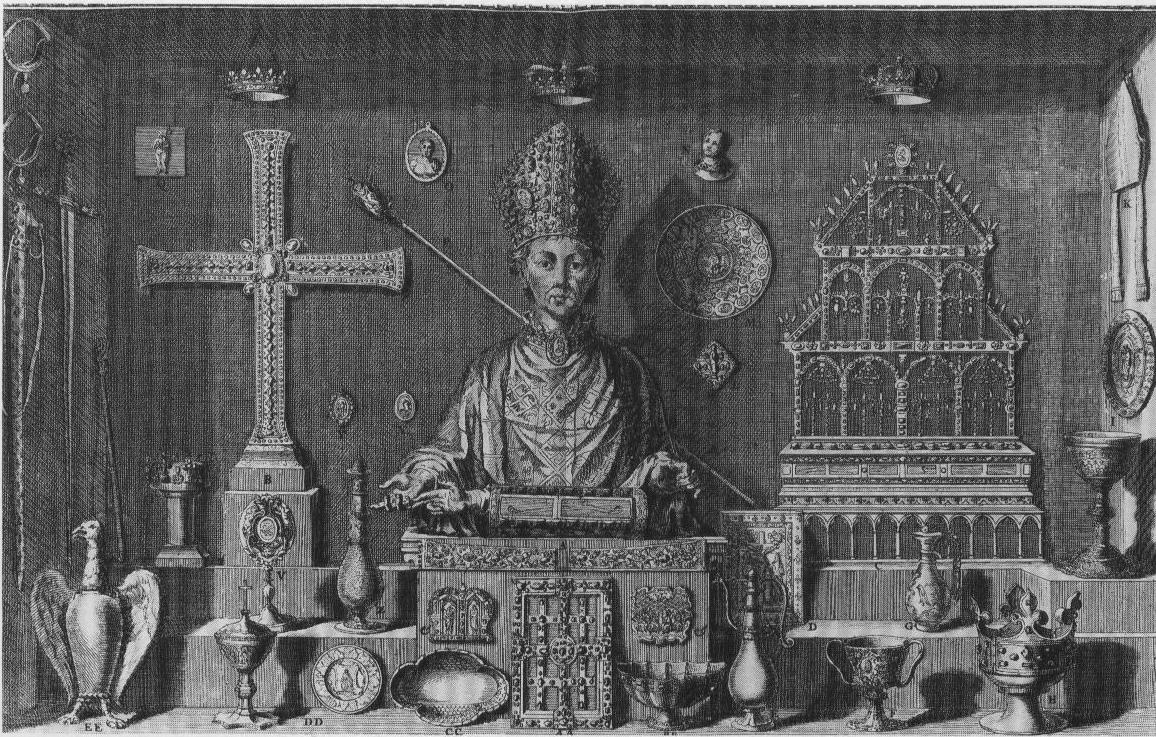
Une des armoires du trésor de Saint-Denis avec Joyeuse accrochée sur le côté gauche (gravure de Dom Félibien, 1706).
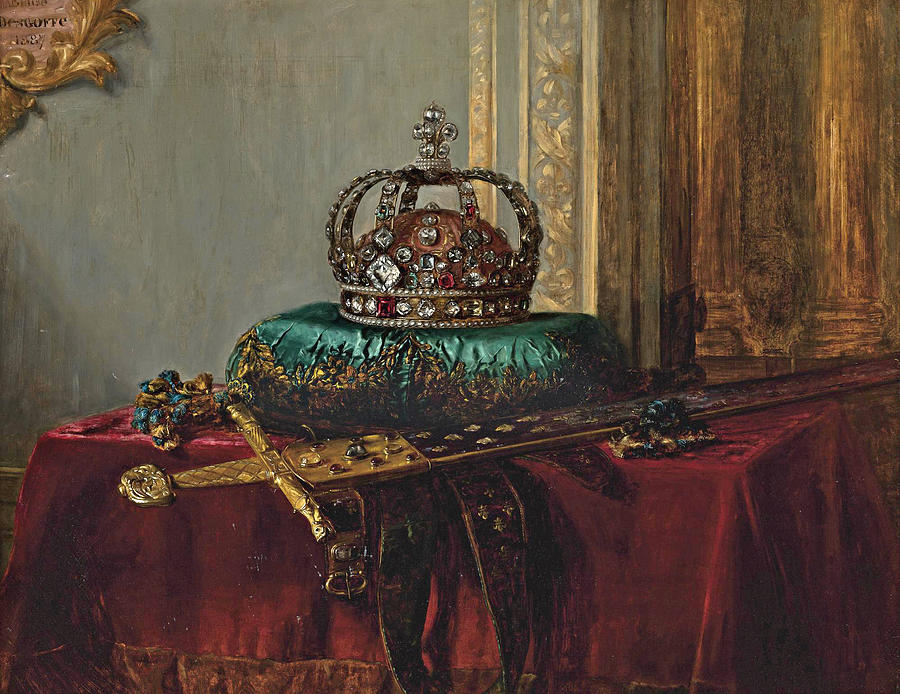
Joyeuse et d'autres regalias (tableau de Blaise Alexandre Desgoffe, XIXe siècle).

Joyeuse exposée dans des musées
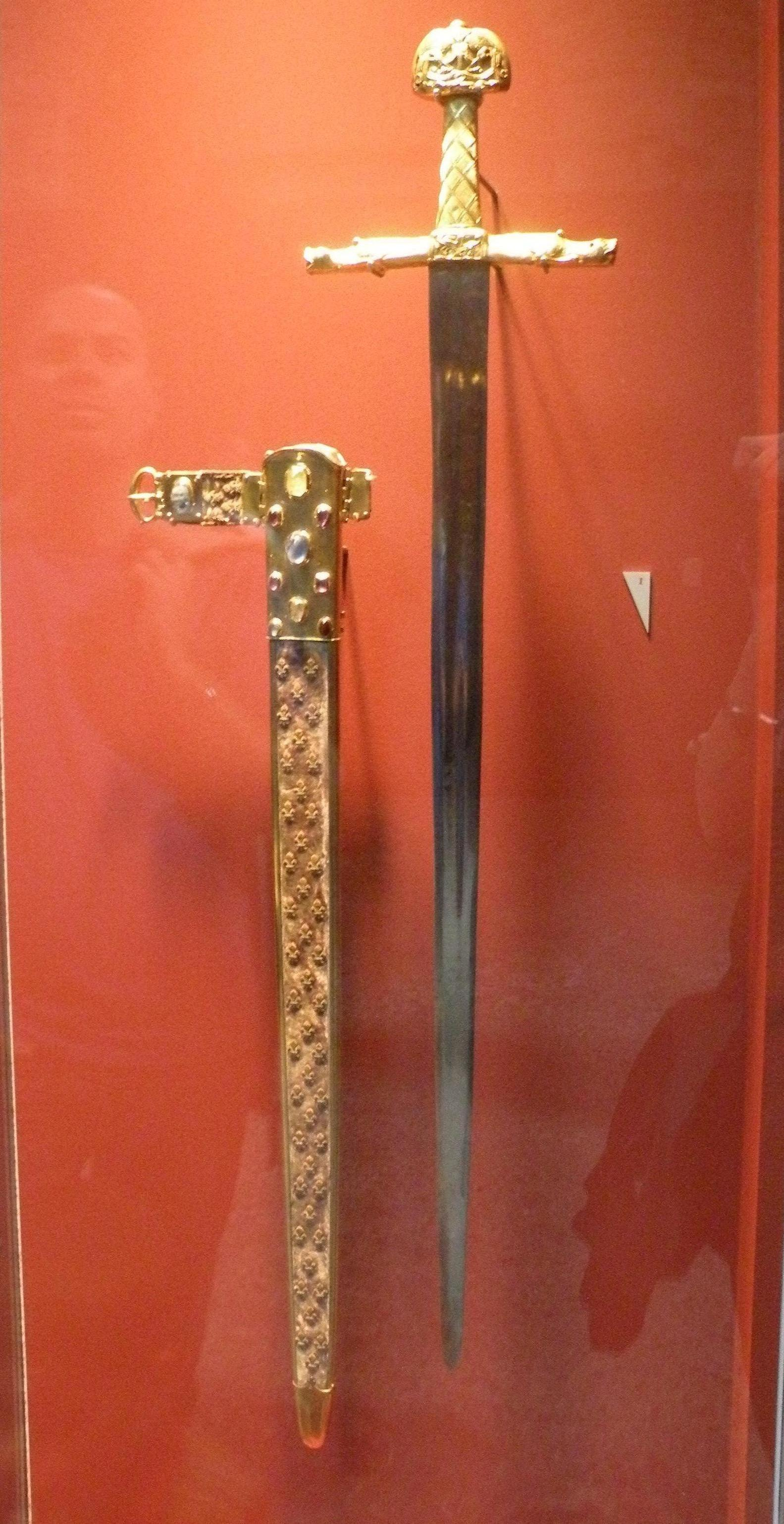
Exposition L'Épée. Usages, mythes et symboles au musée de Cluny.
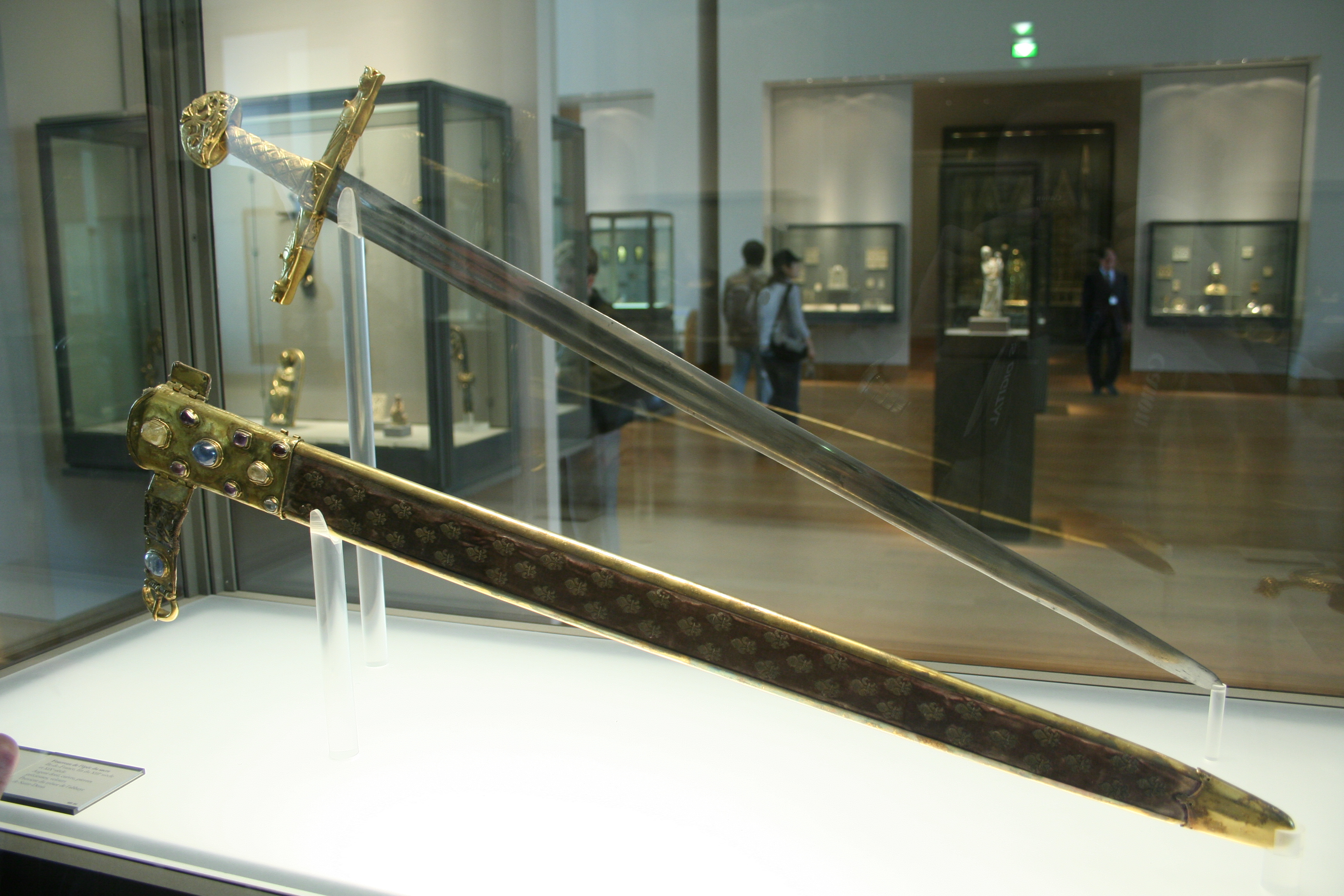
Musée du Louvre, Paris.

## Odonymie
Une rue de Caen porte son nom.
Une légende prétend que la ville de Joyeuse, située en Ardèche, porte son nom. En réalité, il s'agit de la déformation d'un nom latin.